# Титей
Тази статия е основана на част от поемата „Енеида” на древноримския поет Вергилий. За друго вижте Титий.
Титей в древногръцката митология е великан, син на Гея. Преследвал Лето, с цел да я изнасили, когато тя пътувала към светилището на Делфи. Нейният син Аполон се намесил и със залп от стрели и острието на златния си меч убил великана. В Тартара Титей бил подложен на жестоко наказание - двама лешояди разкъсвали вечно възстановяващия му се черен дроб. 
Фигурира предимно в част 6.595 на поемата „Енеида” на древноримския поет Вергилий. 